# Johannes XXIII-seminarie
Het Johannes XXIII-seminarie is het seminarie voor alle Nederlandstalige Belgische priesterkandidaten, afkomstig uit het aartsbisdom Mechelen-Brussel, het bisdom Antwerpen, het bisdom Gent, het bisdom Hasselt of het bisdom Brugge. Het is gelegen in Leuven tussen het UZ Leuven Campus Gasthuisberg, het Lemmenspark, het Lemmensinstituut en de ringweg R23.

## Historiek
Het oudste deel van het gebouw dateert van 1964 en werd tijdens het episcopaat van kardinaal Leo Suenens tijdens het Tweede Vaticaans Concilie opgericht. De naamgeving is ook een weergave van de toenmalige tijdsgeest; het seminarie werd vernoemd naar paus Johannes XXIII, die het Tweede Vaticaans Concilie opende. Nadien werd het complex nog verder uitgebouwd met een nieuwe kapel, die door kardinaal Godfried Danneels ingewijd werd.
Begin april 2006 werd door de betrokken bisschoppen beslist om de opleiding van de priesterkandidaten uit de bisdommen Antwerpen, Gent, Hasselt en Mechelen-Brussel gezamenlijk in het Johannes XXIII-seminarie te organiseren. Zoals alle Vlaamse seminaries heeft het Johannes XXIII-seminarie een affiliatie met de Katholieke Universiteit Leuven. In november 2017 besliste Lode Aerts om de priesteropleiding van het bisdom Brugge vanaf 1 september 2018 te verhuizen naar het Johannes XXIII-seminarie in Leuven, waarmee alle Vlaamse seminaristen in dit vormingshuis worden onderwezen. De cursussen staan uiteraard ook open voor vrije studenten. In 2019 telt het seminarie vierentwintig priesterstudenten.
Het seminarie hanteert een familiemodel, zo huist er eerst en vooral de seminariegemeenschap van priesterkandidaten en hun vormingsverantwoordelijken, maar er is eveneens plaats voorzien voor jonge studenten die in Leuven hun hogere studies aanvatten en op hetzelfde moment ook hun geloof willen beleven. Ook biedt het seminarie iedere donderdagavond een "open avond" aan voor alle jongeren en studenten van Leuven en omstreken, waar de eucharistie gevierd wordt en samen getafeld wordt nadien.

## Verantwoordelijken
- 1964-1970: kanunnik Herman Servotte
- 1970-1988: priester Stefaan Van Calster
- 1988-2000: priester Dirk Rens
- 2000-2008: kanunnik Etienne Heyse
- 2008-2016: priester Marc Steen
- 2016-heden: kanunnik Kristof Struys[3]

Naast een president heeft het seminarie een gemeenschapsverantwoordelijke, een geestelijk directeur en een econoom, die samen de directie vormen.